# دیوید پیمر
دیوید پیمر (انگلیسی: David Paymer؛ زادهٔ ۳۰ اوت ۱۹۵۴) بازیگر و کارگردان تلویزیونی اهل ایالات متحده آمریکا است. وی از سال ۱۹۷۹ میلادی تاکنون مشغول فعالیت بوده‌است.

## فیلمشناسی
- هاوارد اردکه (۱۹۸۶)
- در جستجوی بابی فیشر (۱۹۹۳)
- در جستجوی دکتر سئوس (۱۹۹۴)
- مسابقه تلویزیونی (۱۹۹۴)
- نیکسون (۱۹۹۵)
- رئیس‌جمهور آمریکا (۱۹۹۵)
- آمیستاد (۱۹۹۷)
- جو یانگ نیرومند(۱۹۹۸)
- شیطان کوچک‌تر(۱۹۹۸)
- بازپرداخت (۱۹۹۹)
- ایالتی و اصلی (۲۰۰۰)
- یک جمع خوب (۲۰۰۴)
- احیای قهرمان (۲۰۰۷)
- سیزده یار اوشن (۲۰۰۷)
- کمربند قرمز (۲۰۰۸)
- مرا به دوزخ بکش (۲۰۰۹)
- تویکست (۲۰۱۱)
- جک رایان: سرباز سایه (۲۰۱۴)
- والس دو بیتی (۲۰۱۴)
- درمان بد (۲۰۲۰)
- دختر اسبی (۲۰۲۰)